# Woodwalkers (film)
A Woodwalkers 2024-ben bemutatott koprodukciós fantasyfilm, amelyet David Sandreuter forgatókönyvéből Damian John Harper rendezett, Katja Brandis azonos című regénysorozata alapján. A főbb szerepekben Emile Chérif, David Wurawa, Hannah Herzsprung, Martina Gedeck és Oliver Masucci látható.
Németországban 2024. október 24-én került a mozikba. Magyarországon 2025. január 2-án mutatták be a Prorom Entertainment Kft. forgalmazásában.

## Cselekmény
Carag első ránézésre egy átlagos fiúnak tűnik, de ő valójában egy alakváltó, aki képes emberként vagy pumaként megjelenni. A Sziklás-hegység vadonjában nőtt fel, és most egy emberi nevelőcsaládnál él.
A Clearwater gimiben, a Woodwalkerek („erdőjárók”) titkos bentlakásos iskolájában otthon érzi magát. Ott megtanulja kezelni erejét, és összebarátkozik Brandonnal, a bölénnyel és Hollyval, a vörös mókussal.
Carag kezdetben mentort talál Andrew Milling személyében, aki szintén át tud változni pumává. Carag, Holly és Brandon együtt számos kalandot élnek át, és legyőzik a veszélyeket a Woodwalkerek világában.

## Szereplők
| Szerep           | Színész           | Magyar hang           |
| ---------------- | ----------------- | --------------------- |
| Carag            | Emile Chérif      | Kovács András Bátor   |
| Holly            | Lilli Falk        | Vadász Laura          |
| Brandon          | Johan von Ehrlich | Papp-Horváth Levente  |
| Lissa Clearwater | Martina Gedeck    | Orosz Anna            |
| Andrew Milling   | Oliver Masucci    | Kamarás Iván          |
| Anna Ralston     | Hannah Herzsprung | Bognár Anna           |
| Nimble           | Lewe Wagner       | Holló-Zsadányi Norman |
| Dorian           | Finlay Hartinger  | Tóth Csanád           |
| Lou              | Sophie Lelenta    | Hegedűs Johanna       |
| Tikaani          | Olivia Sinclair   | Faluvégi Fanni        |
| Jeffrey          | Emil Bloch        | Ács Balázs            |
| Mr. Ellwood      | David Wurawa      | Kálloy Molnár Péter   |
| Donald Ralston   | Lucas Gregorowicz | Dévai Balázs          |
| Marlon Ralston   | Johannes Degen    | Kalocsai Dorottya     |
| Bill Brighteye   | Eugen Bauder      | Kádár-Szabó Bence     |

### Magyar változat
- Főcím: Egressy G. Tamás
- Magyar szöveg: Gáspár Bence
- Hangmérnök: Tóth Péter Ákos
- Vágó: Simkóné Varga Erzsébet
- Gyártásvezető: Cabello-Colini Borbála
- Szinkronrendező: Nikas Dániel
- Produkciós vezető: Várkonyi Krisztina

A szinkront a Mafilm Audio Kft. készítette el.

## A film készítése
A forgatás 36 napon át, 2023. július 25. és szeptember 29. között zajlott Bajorországban, Tirolban, Dél-Tirolban és a Harz-hegységben. A filmet a müncheni székhelyű blue eyes Fiction készítette az osztrák Dor Film és a dél-tiroli Filmvergnuegen koprodukciójában. A forgalmazásról a StudioCanal, Ausztriában a Constantin Film, Svájcban a Filmcoopi Zurich gondoskodott.
A filmadaptációban nagyobb hangsúlyt kap Carag és Andrew Milling közötti kapcsolat, mint a könyvekben. Az első film nagyjából az 1-2. könyvvel, a második film a 2-4. könyvvel kapcsolatos, az utolsó rész pedig a bosszú napjáról szól. A Costa Rica-i diákcsereprogramot költségtakarékossági okokból le kellett mondani.

## Bemutató
Világpremierje 2024. október 11-én volt a müncheni Mathäserben. A filmet 2024. október 12-én és 13-án mutatták be a Zürichi Filmfesztiválon (ZFF) a ZFF for Children szekcióban.
Németországban és Ausztriában 2024. október 24-én jelent meg a mozikban. A mozibemutatót eredetileg 2024. november 21-re vagy 2025. január 30-ra tervezték.  A második rész 2025-ben, a harmadik rész pedig 2026-ban kerül a mozikba.